# مقاطعة كردكوي
مقاطعة كردكوي (بالفارسية: شهرستان کردکوی) هي إحدى مقاطعات محافظة غلستان في إيران. عاصمة المقاطعة هي كردكوي. حسب تعداد 2006، بلغ عدد السكان 67,427 نسمة في 17,617 عائلة.